# Patrick Perisser
 (février 2019).
Si vous disposez d'ouvrages ou d'articles de référence ou si vous connaissez des sites web de qualité traitant du thème abordé ici, merci de compléter l'article en donnant les références utiles à sa vérifiabilité et en les liant à la section « Notes et références ».
Patrick Perisser, né le 9 octobre 1992 à Pau, est un nageur français.

## Biographie
Patrick Perisser, lors des Championnats de France de natation 2010, remporte les titres de champion de France cadets sur les distances du 50 mètres, 100 mètres, 200 mètres brasse et 200 mètres, 400 mètres quatre nages.
Lors des championnats de France sénior, il remporte le titre de vice-champion de France sur 200 mètres brasse lors de l'édition de 2013 à Rennes,. Il obtient également des podiums lors des championnats de France en petit bassin, la troisième place au championnat de France en petit bassin sur 200 mètres brasse en 2014 (5e de la course mais 3e français).
Il a participé à de nombreuses sélections en Équipe de France. Il fut selectionné aux Universiades, lors de l'édition de 2013 à Kazan en Russie, éliminé en demi-finale, mais aussi à de nombreuses coupes du monde où il se distingue en accédant à une finale à Doha en 2015.
Patrick Perisser est diplômé de Grenoble École de management, une école de commerce. Il a mené ses études de front avec les compétitions sportives. 
Il a créé en 2018 son entreprise « SWIMCAMPS ». Cette entité propose des services dans le domaine de la natation.